# Ndom (Sprache)
Ndom ist eine Sprache, die auf der Yos-Sudarso-Insel gesprochen wird, einer etwa 180 km langen und 100 km breiten indonesischen Insel, die vor der Südwestküste Neuguineas liegt und zur Provinz Papua gehört. Ndom gehört zur Kolopom-Sprachfamilie.
Als Besonderheit weist Ndom ein Zahlensystem auf, das auf der Basis Sechs (6) beruht (siehe auch: Senäres Zahlensystem). Die Namen für die sechs Grundziffern lauten „sas“ (1), „thef“ (2), „ithin“ (3), „thonith“ (4), „meregh“ (5) und „mer“ (6).
Ab Sieben wird eine zweite Stelle hinzugefügt und mit der Konjunktion „abo“ (deutsch und) verknüpft. Man erhält so „mer abo sas“ (6+1=7), „mer abo thef“ (6+2=8), „mer abo ithin“ (6+3=9), „mer abo thonith“ (6+4=10) und „mer abo meregh“ (6+5=11).